# Slotterøy
Slotterøy ou Slåttarøya est une île norvégienne du comté de Hordaland appartenant administrativement à Austevoll.

## Description
Rocheuse et couverte d'une légère végétation, elle s'étend sur environ 660 m de longueur pour une largeur approximative de 496 m. 